# Somály
Somály település Romániában, Szilágy megyében.

## Fekvése
Szilágysomlyótól északnyugatra, Bályok és Lecsmér közt fekvő település.

## Története
Somály nevét 1452-ben említette először oklevél Somal néven.
1459-ben Sommal, 1546-ban Sommaly, 1656-ban Somály néven írták.
1452-ben az akkor Kraszna vármegyéhez tartozó Somály birtokába a Kusalyi Jakcs család tagjait Lászlót, Andrást és Erzsébetet iktatták be.
1459-ben Bályoki Szilveszter folytatott pert Szutori János és Tamás hatalmaskodásai ellen.
1550-ben I. Ferdinánd király parancsára Sommaly birtokába újból beiktatták a Szénás család tagjait: Istvánt, Andrást, Jánost, Pétert, Lászlót és Györgyöt, akik már ekkor is birtokosok voltak itt, de az arról szóló adománylevelüket elvesztették. A beiktatás ellen azonban tiltakozott Széplaki Benedek Péter Borzási Lukács nevében, akit ezért megidéztek.
1563-ban Ipp tartozékai közt szerepelt és a Szénás család birtoka volt.
1656-ban a Szénás családtól Bideskuti István gyermekei vették zálogba Somály birtokot.
1713-ban Vay Lászlónak is volt itt felerészben malma.
1806-ban végzett összeíráskor Somályon birtokosok voltak: a báró Bánffy, gróf Bethlen, Horváth, Tisza, Pécsi, Vér, Ravaszdi és Kabós nemes családok.
1847-ben 424 lakosa volt, ebből római katolikus 1, görögkatolikus 401, görögkeleti ortodox 4, református 18 volt.
1910-ben 808 lakosa volt, ebből 122 magyar, 686 román, ebből 687 görögkatolikus, 69 református, 34 izraelita volt.
A 20. század elején Szilágy vármegye Szilágysomlyói járásához tartozott.

## Nevezetességek
- Görögkatolikus temploma 1773-ban épült. Anyakönyvet 1827-től vezetnek.